# 国際ボクシング機構世界王者一覧

国際ボクシング機構世界王者一覧（こくさいボクシングきこうせかいおうじゃいちらん）は、プロボクシング王座認定団体の「国際ボクシング機構」 (IBO)の世界王者の一覧表。正規王座と暫定王座を分けて掲載している。

## ミニマム級
| 代 | 名前                        | 国籍             | 在位期間                               | 防衛回数 |
| -- | --------------------------- | ---------------- | -------------------------------------- | -------- |
| 初 | ノエル・ツニャカオ          | フィリピン       | 2003年3月8日 - 2003年12月16日（返上）  | 0        |
| 2  | ヌコシナチ・ジョイ          | 南アフリカ共和国 | 2006年11月14日 - 2009年6月（剥奪）     | 3        |
| 3  | ギデオン・ブゼレジ          | 南アフリカ共和国 | 2010年6月19日 - 2011年1月27日（返上）  | 0        |
| 4  | ヘッキー・ブドラー          | 南アフリカ共和国 | 2011年9月24日 - 2016年3月19日（剥奪）  | 9        |
| 5  | シンピウェ・コンコ          | 南アフリカ共和国 | 2016年6月11日 - 2019年10月1日（返上）  | 4        |
| 6  | ヌコシナチ・ジョイ（2期目） | 南アフリカ共和国 | 2019年12月16日 - 2021年5月20日（剥奪） | 0        |
| 7  | アヤンダ・ンドゥラニ        | 南アフリカ共和国 | 2021年5月21日 - 2023年5月19日（剥奪）  | 2        |
| 8  | 高山勝成                    | 日本             | 2024年12月18日 - 現在                  | 0        |

## ライトフライ級
| 代 | 名前                        | 国籍             | 在位期間                             | 防衛回数 |
| -- | --------------------------- | ---------------- | ------------------------------------ | -------- |
| 初 | ホセ・サンジャロ            | コロンビア       | 1998年11月7日 - 2000年8月26日        | 0        |
| 2  | ホセ・ガルシア・バーナル    | コロンビア       | 2000年8月26日 - 2002年4月17日        | 1        |
| 3  | モネリシ・ムヤケニ          | 南アフリカ共和国 | 2002年4月17日 - 2004年（剥奪）       | 1        |
| 4  | ヘッキー・ブドラー          | 南アフリカ共和国 | 2010年2月27日 - 2011年1月27日        | 1        |
| 5  | ギデオン・ブゼレジ          | 南アフリカ共和国 | 2011年1月27日 - 2011年9月24日        | 0        |
| 6  | レイ・ロリト                | フィリピン       | 2013年2月1日 - 2016年（剥奪）        | 1        |
| 7  | ヘッキー・ブドラー（2期目） | 南アフリカ共和国 | 2017年2月4日 - 2017年9月16日（剥奪） | 0        |
| 8  | ティボ・モナベサ            | インドネシア     | 2019年7月7日 - 2020年3月1日（剥奪）  | 0        |

## フライ級
| 代 | 名前                 | 国籍             | 在位期間                               | 防衛回数 |
| -- | -------------------- | ---------------- | -------------------------------------- | -------- |
| 初 | スコッティ・オルソン | カナダ           | 1994年12月9日 - 1998年（返上）         | 5        |
| 2  | ゾリレ・ムビティ     | 南アフリカ共和国 | 1999年10月22日 - 2000年9月30日         | 1        |
| 3  | ダマエン・ケリー     | イギリス         | 2000年9月30日 - 2001年11月21日（剥奪） | 1        |
| 4  | マシブレレ・マケプラ | 南アフリカ共和国 | 2002年1月26日 - 2002年9月14日          | 0        |
| 5  | ムズキシ・シカリ     | 南アフリカ共和国 | 2002年9月14日 - 2005年3月27日          | 2        |
| 6  | ビック・ダルチニアン | オーストラリア   | 2005年3月27日 - 2007年7月7日           | 5        |
| 7  | ノニト・ドネア       | フィリピン       | 2007年7月7日 - 2009年（返上）          | 3        |
| 8  | セサール・セダ       | プエルトリコ     | 2009年9月18日 - 2010年（剥奪）         | 0        |
| 9  | モルティ・ムザラネ   | 南アフリカ共和国 | 2014年3月15日 - 2017年（剥奪）         | 3        |
| 10 | マキシモ・フローレス | メキシコ         | 2019年8月25日 - 2020年8月1日（剥奪）   | 0        |
| 11 | デーブ・アポリナリオ | フィリピン       | 2022年7月29日 - 2023年8月30日（返上）  | 0        |
| 11 | ジャクソン・チューク | 南アフリカ共和国 | 2024年1月27日 - 現在                   | 0        |

## スーパーフライ級
| 代 | 名前                        | 国籍             | 在位期間                               | 防衛回数 |
| -- | --------------------------- | ---------------- | -------------------------------------- | -------- |
| 初 | アンヘル・アルメナ          | プエルトリコ     | 1995年7月29日 - 1995年（返上）         | 0        |
| 2  | イルド・フリオ              | コロンビア       | 1998年9月19日 - 1999年1月8日           | 0        |
| 3  | エディソン・トーレス        | ベネズエラ       | 1999年1月8日 - 1999年4月3日            | 0        |
| 4  | マウリシオ・パストラナ      | コロンビア       | 1999年4月3日 - 1999年（返上）          | 0        |
| 5  | ルンガ・ヌトンテラ          | 南アフリカ共和国 | 2002年12月13日 - 2003年（返上）        | 0        |
| 6  | ジェイソン・ブース          | イギリス         | 2003年9月20日 - 2004年12月17日         | 1        |
| 7  | ダマエン・ケリー            | イギリス         | 2004年12月17日 - 2005年2月（剥奪）     | 0        |
| 8  | ムブワナ・マトムラ          | タンザニア       | 2006年11月4日 - 2007年（返上）         | 0        |
| 9  | ビック・ダルチニアン        | オーストラリア   | 2007年10月20日 - 2008年（返上）        | 0        |
| 10 | ゾリレ・ムビティ            | 南アフリカ共和国 | 2008年5月31日 - 2009年（返上）         | 0        |
| 11 | ギデオン・ブゼレジ          | 南アフリカ共和国 | 2012年11月10日 - 2013年6月15日         | 0        |
| 12 | エドリン・ダプドン          | フィリピン       | 2013年6月15日 - 2014年7月18日          | 0        |
| 13 | ルワンディレ・シティヤタ    | 南アフリカ共和国 | 2014年7月18日 - 2015年（返上）         | 2        |
| 14 | ギデオン・ブゼレジ（2期目） | 南アフリカ共和国 | 2015年12月18日 - 2021年11月1日（剥奪） | 5        |
| 15 | ジョージ・ウリー            | フランス         | 2022年6月30日 - 2023年3月31日（返上）  | 0        |
| 16 | リカルド・マラジカ          | 南アフリカ共和国 | 2023年9月2日 - 現在                    | 1        |

## バンタム級
| 代 | 名前                          | 国籍             | 在位期間                               | 防衛回数 |
| -- | ----------------------------- | ---------------- | -------------------------------------- | -------- |
| 初 | ジョニー・ブレダル            | デンマーク       | 1996年2月16日 - 1998年6月5日（返上）   | 7        |
| 2  | ノエル・ウィルダース          | イギリス         | 2000年3月20日 - 2001年（返上）         | 1        |
| 3  | ホセ・サンジャロ              | コロンビア       | 2001年7月14日 - 2002年3月2日           | 1        |
| 4  | サイレンス・マブサ            | 南アフリカ共和国 | 2002年3月2日 - 2005年11月5日           | 6        |
| 5  | ラファエル・マルケス          | メキシコ         | 2005年11月5日 - 2006年（返上）         | 1        |
| 6  | サイレンス・マブサ（2期目）   | 南アフリカ共和国 | 2007年5月12日 - 2009年（返上）         | 2        |
| 7  | シンピウィ・ベトイェカ        | 南アフリカ共和国 | 2009年7月11日 - 2010年（返上）         | 0        |
| 8  | ビック・ダルチニアン          | オーストラリア   | 2010年5月20日 - 2010年12月11日（剥奪） | 0        |
| 9  | ビック・ダルチニアン（2期目） | オーストラリア   | 2011年4月23日 - 2011年12月3日（剥奪）  | 1        |
| 10 | ジョセフ・アグベコ            | ガーナ           | 2013年3月22日 - 2013年（剥奪）         | 0        |
| 11 | ファン・カルロス・パヤノ      | ドミニカ共和国   | 2015年8月2日 - 2016年6月18日           | 0        |
| 12 | ルーシー・ウォーレン          | アメリカ合衆国   | 2016年6月18日 - 2017年2月10日          | 0        |
| 13 | マイケル・ダスマリナス        | フィリピン       | 2018年4月20日 - 2019年（剥奪）         | 0        |
| 14 | ミッチェル・バンクェス        | ベネズエラ       | 2019年7月12日 - 2021年11月1日（剥奪）  | 0        |
| 15 | プリンス・パテル              | フィリピン       | 2023年12月19日 - 2024年4月1日（返上）  | 0        |

## スーパーバンタム級
| 代 | 名前                          | 国籍             | 在位期間                               | 防衛回数 |
| -- | ----------------------------- | ---------------- | -------------------------------------- | -------- |
| 初 | ジョン・ロウェイ              | イギリス         | 1995年4月20日 - 1995年（返上）         | 0        |
| 2  | セルゲイ・ディバコフ          | ウクライナ       | 1996年5月21日 - 1997年（返上）         | 0        |
| 3  | パトリック・ムリングス        | イギリス         | 1998年3月28日 - 1998年8月8日           | 0        |
| 4  | サイモン・ラモニ              | 南アフリカ共和国 | 1998年8月8日 - 2001年（返上）          | 3        |
| 5  | ポーリー・アヤラ              | アメリカ合衆国   | 2001年8月4日 - 2002年（返上）          | 1        |
| 6  | ゾラニ・マラリ                | 南アフリカ共和国 | 2003年7月11日 - 2004年5月22日          | 0        |
| 7  | トーマス・マシャバ            | 南アフリカ共和国 | 2004年5月22日 - 2005年（返上）         | 0        |
| 8  | タカラニ・ヌドロブ            | 南アフリカ共和国 | 2005年11月4日 - 2007年7月14日（剥奪）  | 3        |
| 9  | マイク・オリバー              | アメリカ合衆国   | 2007年11月8日 - 2008年（返上）         | 0        |
| 10 | チフィワ・ムンヤイ            | 南アフリカ共和国 | 2011年4月23日 - 2012年（返上）         | 0        |
| 11 | サーシャ・バクティン          | ロシア           | 2012年9月18日 - 2013年4月20日（返上）  | 0        |
| 12 | ターボ・ソンジカ              | 南アフリカ共和国 | 2013年7月6日 - 2014年8月8日（剥奪）    | 1        |
| 13 | パウルス・アムブンダ          | ナミビア         | 2015年8月1日 - 2016年6月11日           | 1        |
| 14 | モイセス・フローレス          | メキシコ         | 2016年6月11日 - 2017年6月17日（剥奪）  | 0        |
| 15 | パウルス・アムブンダ（2期目） | ナミビア         | 2018年9月21日 - 2019年5月11日          | 0        |
| 16 | スティーブン・フルトン        | アメリカ合衆国   | 2019年5月11日 - 2020年1月25日（剥奪）  | 0        |
| 17 | ルドゥモ・ラマティ            | 南アフリカ共和国 | 2021年6月19日 - 2022年5月24日（返上）  | 0        |
| 18 | エリック・ロブレス            | メキシコ         | 2023年7月21日 - 2023年12月16日（剥奪） | 0        |
| 19 | リアム・デービス              | イギリス         | 2024年3月16日 - 現在                   | 0        |

## フェザー級
| 代 | 名前                               | 国籍             | 在位期間                              | 防衛回数 |
| -- | ---------------------------------- | ---------------- | ------------------------------------- | -------- |
| 初 | デリック・ゲイナー                 | アメリカ合衆国   | 1993年11月30日 - 1994年（返上）       | 0        |
| 2  | ラドフォード・バーズレイ           | アメリカ合衆国   | 1997年9月26日 - 1998年（返上）        | 0        |
| 3  | ジュニア・ジョーンズ               | アメリカ合衆国   | 1999年4月10日 - 1999年（返上）        | 0        |
| 4  | マルコ・アントニオ・バレラ         | メキシコ         | 2001年4月7日 - 2002年（返上）         | 0        |
| 5  | ナジーム・ハメド                   | イギリス         | 2002年5月18日 - 2002年（返上）        | 0        |
| 6  | マイケル・ブローディ               | イギリス         | 2003年6月21日 - 2003年（返上）        | 0        |
| 7  | ブヤニ・ブング                     | 南アフリカ共和国 | 2004年2月7日 - 2005年6月25日          | 0        |
| 8  | トーマス・マシャバ                 | 南アフリカ共和国 | 2005年6月25日 - 2008年3月7日          | 4        |
| 9  | クリストバル・クルス               | メキシコ         | 2008年3月7日 - 2008年（返上）         | 0        |
| 10 | フェルナンド・ベルトラン・ジュニア | メキシコ         | 2008年8月22日 - 2009年（返上）        | 0        |
| 11 | ジャクソン・アシク                 | オーストラリア   | 2009年11月6日 - 2010年9月15日         | 0        |
| 12 | ジョニー・ゴンサレス               | メキシコ         | 2010年9月15日 - 2011年（剥奪）        | 0        |
| 13 | ダウド・ヨルダン                   | インドネシア     | 2012年5月5日 - 2013年4月14日          | 1        |
| 14 | シンピウィ・ベトイェカ             | 南アフリカ共和国 | 2013年4月14日 - 2014年5月31日（剥奪） | 1        |
| 15 | ルサンダ・コマニシ                 | 南アフリカ共和国 | 2014年7月18日 - 2017年1月12日（剥奪） | 2        |
| 16 | クラウディオ・マレロ               | ドミニカ共和国   | 2017年4月29日 - 2017年9月15日（剥奪） | 0        |
| 17 | ツグスソグ・ニヤンバヤル           | モンゴル         | 2019年1月26日 - 2020年2月8日（返上）  | 0        |
| 18 | ジェームス・ディケンズ             | イギリス         | 2022年10月15日 - 2023年7月22日        | 0        |
| 19 | ヘクター・アンドレス・ソーサ       | アルゼンチン     | 2023年7月22日 - 現在                  | 0        |

## スーパーフェザー級
| 代 | 名前                          | 国籍             | 在位期間                              | 防衛回数 |
| -- | ----------------------------- | ---------------- | ------------------------------------- | -------- |
| 初 | ジョン・ロビー                | アメリカ合衆国   | 1993年4月3日 - 1993年4月21日          | 0        |
| 2  | ジェフ・メイウェザー          | アメリカ合衆国   | 1993年4月21日 - 1995年8月25日         | 2        |
| 3  | イスラエル・コルドバ          | アメリカ合衆国   | 1995年8月25日 - 1996年（返上）        | 1        |
| 4  | ジミー・ブレダル              | デンマーク       | 1996年3月29日 - 1996年（返上）        | 0        |
| 5  | イスラエル・コルドバ（2期目） | アメリカ合衆国   | 1996年4月12日 - 1996年（返上）        | 1        |
| 6  | トロイ・ドーシー              | アメリカ合衆国   | 1996年10月18日 - 1997年（返上）       | 0        |
| 7  | チャールズ・シェパーズ        | イギリス         | 1999年7月31日 - 2000年2月26日         | 0        |
| 8  | アフィーフ・デジャルティー    | アルジェリア     | 2000年2月26日 - 2002年（返上）        | 3        |
| 9  | カシウス・バロイ              | 南アフリカ共和国 | 2002年4月17日 - 2006年7月29日         | 5        |
| 10 | ゲイリー・セントクレア        | オーストラリア   | 2006年7月29日 - 2006年11月4日（剥奪） | 0        |
| 11 | カシウス・バロイ（2期目）     | 南アフリカ共和国 | 2007年2月3日 - 2007年（返上）         | 0        |
| 12 | ビリー・ディブ                | オーストラリア   | 2008年7月30日 - 2008年（剥奪）        | 0        |
| 13 | ゾラニ・マラリ                | 南アフリカ共和国 | 2009年4月12日 - 2009年9月12日         | 0        |
| 14 | 金智勲                        | 韓国             | 2009年9月12日 - 2010年（返上）        | 0        |
| 15 | ウィル・トミリンソン          | オーストラリア   | 2011年11月30日 - 2014年（剥奪）       | 3        |
| 16 | ホセ・ペドラザ                | プエルトリコ     | 2014年3月22日 - 2014年（剥奪）        | 0        |
| 17 | ジャック・アシス              | オーストラリア   | 2015年4月11日 - 2016年8月5日          | 0        |
| 18 | マルコム・クラッセン          | 南アフリカ共和国 | 2016年8月5日 - 2017年（剥奪）         | 0        |
| 19 | シャフカッツ・ラヒモフ        | タジキスタン     | 2017年9月9日 - 2019年10月1日（返上）  | 3        |
| 20 | ミッチェル・マグネッシ        | イタリア         | 2020年11月27日 - 2022年9月24日        | 1        |
| 21 | アンソニー・カカーチェ        | イギリス         | 2022年9月24日 - 現在                  | 2        |

## ライト級
| 代 | 名前                           | 国籍             | 在位期間                               | 防衛回数 |
| -- | ------------------------------ | ---------------- | -------------------------------------- | -------- |
| 初 | アンソニー・ボイル             | アメリカ合衆国   | 1993年12月28日 - 1994年（返上）        | 0        |
| 2  | アーマド・カバト               | フィリピン       | 1994年12月11日 - 1995年3月10日         | 2        |
| 3  | レスター・エリス               | オーストラリア   | 1995年3月10日 - 1995年（返上）         | 0        |
| 4  | ビリー・イルウィン             | カナダ           | 1995年6月8日 - 1995年（返上）          | 0        |
| 5  | レバンダー・ジョンソン         | アメリカ合衆国   | 1995年7月29日 - 1996年（返上）         | 0        |
| 6  | トニー・ペップ                 | カナダ           | 1996年3月7日 - 1997年（返上）          | 1        |
| 7  | ミッチェル・アイズ             | イギリス         | 1999年3月12日 - 2001年12月26日（返上） | 6        |
| 8  | ジェイソン・クック             | イギリス         | 2002年4月17日 - 2004年11月5日          | 1        |
| 9  | アルド・ナザレロ・リオス       | アルゼンチン     | 2004年11月5日 - 2005年（返上）         | 0        |
| 10 | イサック・ウラシャワヤ         | 南アフリカ共和国 | 2005年8月31日 - 2006年（返上）         | 2        |
| 11 | ファン・ディアス               | アメリカ合衆国   | 2008年9月6日 - 2009年2月28日（剥奪）   | 0        |
| 12 | ムルンギシ・ディラミニ         | 南アフリカ共和国 | 2009年10月31日 - 2010年1月29日（返上） | 0        |
| 13 | レオナルド・ザッパヴィグナ     | オーストラリア   | 2010年3月6日 - 2010年（剥奪）          | 0        |
| 14 | エミリアノ・マルシーリ         | イタリア         | 2012年1月20日 - 2012年（剥奪）         | 0        |
| 15 | ダウド・ヨルダン               | インドネシア     | 2013年7月6日 - 2014年（剥奪）          | 1        |
| 16 | ソリサニ・ンドンゲニ           | 南アフリカ共和国 | 2015年11月18日 - 2016年（返上）        | 0        |
| 17 | エマヌエル・タゴエ             | ガーナ           | 2016年12月2日 - 2018年6月13日（剥奪）  | 1        |
| 18 | ジョバンニ・ストラフォン       | メキシコ         | 2021年5月1日 - 2021年9月4日            | 0        |
| 19 | マキシ・ヒューズ               | イギリス         | 2021年9月4日 - 2023年7月22日           | 2        |
| 20 | ジョージ・カンボソス・ジュニア | オーストラリア   | 2023年7月22日 - 2024年5月12日（剥奪）  | 0        |

## スーパーライト級
| 代 | 名前                           | 国籍             | 在位期間                              | 防衛回数 |
| -- | ------------------------------ | ---------------- | ------------------------------------- | -------- |
| 初 | マイク・イブゲン               | アメリカ合衆国   | 1992年4月9日 - 1992年（返上）         | 0        |
| 2  | マイク・ジョンソン             | アメリカ合衆国   | 1993年2月19日 - 1994年（返上）        | 1        |
| 3  | ロジャー・メイウェザー         | アメリカ合衆国   | 1994年5月28日 - 1994年（返上）        | 0        |
| 4  | レスター・エリス               | オーストラリア   | 1994年12月3日 - 1995年（返上）        | 0        |
| 5  | マリオ・マルチネス             | メキシコ         | 1995年7月29日 - 1995年（返上）        | 0        |
| 6  | ダーレル・ヒルズ               | オーストラリア   | 1995年9月23日 - 1995年（返上）        | 0        |
| 7  | バーデル・スミス               | アメリカ合衆国   | 1996年1月18日 - 1996年（返上）        | 0        |
| 8  | ジョハール・アブ・ラシン       | イスラエル       | 1997年2月28日 - 1997年（返上）        | 0        |
| 9  | イスラエル・コルドバ           | アメリカ合衆国   | 1997年4月25日 - 1997年（返上）        | 0        |
| 10 | エネル・フリオ                 | コロンビア       | 1998年9月12日 - 1998年（返上）        | 1        |
| 11 | ニュートン・ビラレアル         | コロンビア       | 2000年2月5日 - 2001年4月7日           | 2        |
| 12 | ビリー・スチュワー             | イギリス         | 2001年4月7日 - 2001年7月14日          | 0        |
| 13 | ダニエル・サルミエント         | アルゼンチン     | 2001年7月14日 - 2004年5月8日          | 3        |
| 14 | コリン・レイネス               | イギリス         | 2004年5月8日 - 2005年（返上）         | 1        |
| 15 | スティーブ・ジョンストン       | アメリカ合衆国   | 2006年1月27日 - 2006年（返上）        | 0        |
| 16 | リッキー・ハットン             | イギリス         | 2007年1月20日 - 2009年5月2日          | 3        |
| 17 | マニー・パッキャオ             | フィリピン       | 2009年5月2日 - 2010年（剥奪）         | 0        |
| 18 | カイザー・マバザ               | 南アフリカ共和国 | 2012年3月3日 - 2012年6月20日          | 0        |
| 19 | カビブ・アーラフベルディエフ   | ロシア           | 2012年6月20日 - 2014年4月12日（剥奪） | 2        |
| 20 | エドゥアルド・トロヤノフスキー | ロシア           | 2015年4月10日 - 2016年12月3日         | 3        |
| 21 | ジュリアス・インドンゴ         | ナミビア         | 2016年12月3日 - 2017年8月7日（剥奪）  | 1        |
| 22 | モハメド・ミモウン             | フランス         | 2018年1月20日 - 2019年4月27日（剥奪） | 0        |
| 23 | ヘレミアス・ポンセ             | アルゼンチン     | 2019年9月14日 - 2021年5月25日（剥奪） | 0        |
| 24 | ザンコシュ・トゥラロフ         | カザフスタン     | 2023年3月21日 - 現在                  | 1        |

## ウェルター級
| 代 | 名前                             | 国籍             | 在位期間                                | 防衛回数 |
| -- | -------------------------------- | ---------------- | --------------------------------------- | -------- |
| 初 | ケニー・ゴールド                 | アメリカ合衆国   | 1993年1月8日 - 1993年（返上）           | 0        |
| 2  | ジョニー・ビザロ                 | アメリカ合衆国   | 1993年1月8日 - 1994年8月4日             | 1        |
| 3  | ロジャー・メイウェザー           | アメリカ合衆国   | 1994年8月4日 - 1995年（返上）           | 1        |
| 4  | キップ・ディグス                 | アメリカ合衆国   | 1995年6月30日 - 1995年（返上）          | 1        |
| 5  | ケビン・ルーシング               | イギリス         | 1995年7月29日 - 1996年7月11日（剥奪）   | 0        |
| 6  | ホセ・アントニオ・リベラ         | アメリカ合衆国   | 1997年4月25日 - 1998年（返上）          | 0        |
| 7  | ディンガン・トベラ               | 南アフリカ共和国 | 1999年3月6日 - 2000年（返上）           | 0        |
| 8  | ピーター・マリンガ               | 南アフリカ共和国 | 1999年10月22日 - 2000年（返上）         | 0        |
| 9  | ウィーリー・ワイズ               | アメリカ合衆国   | 2000年12月11日 - 2001年6月11日          | 0        |
| 10 | ジャワイド・カリク               | イギリス         | 2001年6月11日 - 2006年2月（剥奪）       | 7        |
| 11 | フロイド・メイウェザー・ジュニア | アメリカ合衆国   | 2006年4月8日 - 2007年（返上）           | 1        |
| 12 | イサック・ウラシャワヤ           | 南アフリカ共和国 | 2007年5月12日 - 2008年（返上）          | 2        |
| 13 | ラブモア・ヌドゥ                 | オーストラリア   | 2009年7月11日 - 2010年（返上）          | 2        |
| 14 | クリス・ヴァン・ヘールデン       | 南アフリカ共和国 | 2011年9月24日 - 2014年（剥奪）          | 2        |
| 15 | アリ・フネカ                     | 南アフリカ共和国 | 2014年11月15日 - 2015年7月24日          | 0        |
| 16 | チコ・ムロベジ                   | 南アフリカ共和国 | 2015年7月24日 - 2017年（剥奪）          | 1        |
| 17 | スラニ・ムベンゲ                 | 南アフリカ共和国 | 2018年6月25日 - 2019年7月6日            | 1        |
| 18 | セバスチャン・フォルメラ         | ドイツ           | 2019年7月6日 - 2020年8月22日（剥奪）    | 0        |
| 19 | ダニヤル・イェレウシノフ         | カザフスタン     | 2021年12月18日 - 2022年12月27日（剥奪） | 0        |

## スーパーウェルター級
| 代 | 名前                                  | 国籍           | 在位期間                             | 防衛回数 |
| -- | ------------------------------------- | -------------- | ------------------------------------ | -------- |
| 初 | ロニー・バーズレイ                    | アメリカ合衆国 | 1993年4月10日 - 1994年（返上）       | 0        |
| 2  | レスター・エリス                      | オーストラリア | 1995年7月7日 - 1995年11月（剥奪）    | 0        |
| 3  | パトリック・グーセン                  | アメリカ合衆国 | 1996年6月26日 - 1996年（剥奪）       | 0        |
| 4  | マヌエル・ソブラル                    | カナダ         | 1996年12月12日 - 1997年（返上）      | 1        |
| 5  | アドリアン・ストーン                  | イギリス       | 2000年4月15日 - 2001年（返上）       | 3        |
| 6  | リチャード・ウィリアムス              | イギリス       | 2001年12月1日 - 2003年6月21日        | 3        |
| 7  | セルヒオ・マルチネス                  | アルゼンチン   | 2003年6月21日 - 2004年（返上）       | 2        |
| 8  | ミハーリ・コタイ                      | ハンガリー     | 2005年6月4日 - 2006年3月3日          | 1        |
| 9  | スティーブ・コンウェイ                | イギリス       | 2006年3月3日 - 2006年6月3日          | 0        |
| 10 | アッティラ・コバチ                    | ハンガリー     | 2006年6月3日 - 2008年（剥奪）        | 1        |
| 11 | ザウルベック・バイサングロフ          | ロシア         | 2010年12月4日 - 2012年（剥奪）       | 1        |
| 12 | ザウルベック・バイサングロフ（2期目） | ロシア         | 2014年4月12日 - 2015年（剥奪）       | 0        |
| 13 | エリスランディ・ララ                  | アメリカ合衆国 | 2015年6月12日 - 2018年4月7日         | 6        |
| 14 | ジャレット・ハード                    | アメリカ合衆国 | 2017年4月7日 - 2019年5月11日         | 1        |
| 15 | ジュリアン・ウィリアムズ              | アメリカ合衆国 | 2019年5月11日 - 2020年1月18日        | 0        |
| 16 | ジェイソン・ロサリオ                  | ドミニカ共和国 | 2020年1月18日 - 2020年4月1日（返上） | 0        |
| 17 | エリスランディ・ララ（2期目）         | アメリカ合衆国 | 2020年8月29日 - 2021年9月1日（返上） | 0        |
| 18 | サム・エギントン                      | イギリス       | 2022年6月25日 - 2022年10月8日        | 0        |
| 19 | デニス・ホーガン                      | アイルランド   | 2022年10月8日 - 2023年5月20日        | 0        |
| 20 | JJ・メトカーフ                        | イギリス       | 2023年5月20日 - 2024年5月1日（剥奪） | 0        |

## ミドル級
| 代 | 名前                            | 国籍             | 在位期間                              | 防衛回数 |
| -- | ------------------------------- | ---------------- | ------------------------------------- | -------- |
| 初 | グレンウッド・ブラウン          | アメリカ合衆国   | 1995年8月25日 - 1997年（返上）        | 0        |
| 2  | フリーマン・バー                | バハマ           | 1997年9月20日 - 1998年（返上）        | 1        |
| 3  | ムプシュ・マカムビ              | 南アフリカ共和国 | 1998年9月8日 - 2000年9月30日          | 3        |
| 4  | レイモンド・ジョバール          | オランダ         | 2000年9月30日 - 2004年（剥奪）        | 4        |
| 5  | レイモンド・ジョバール（2期目） | オランダ         | 2005年6月3日 - 2006年（返上）         | 1        |
| 6  | ダニエル・ゲール                | オーストラリア   | 2007年12月14日 - 2009年5月27日        | 1        |
| 7  | アンソニー・ムンディン          | オーストラリア   | 2009年5月27日 - 2009年（返上）        | 0        |
| 8  | ピーター・マンフレド・ジュニア  | アメリカ合衆国   | 2010年5月22日 - 2011年（剥奪）        | 0        |
| 9  | アフタンディル・クルツィゼ      | ジョージア       | 2011年3月13日 - 2011年（剥奪）        | 1        |
| 10 | ゲンナジー・ゴロフキン          | カザフスタン     | 2011年12月9日 - 2018年9月15日（剥奪） | 17       |
| 11 | ゲンナジー・ゴロフキン（2期目） | カザフスタン     | 2019年10月5日 - 2023年6月14日（返上） | 2        |
| 12 | エティノサ・オリハ              | イタリア         | 2023年7月1日 - 2024年4月6日（返上）   | 1        |

## スーパーミドル級
| 代 | 名前                                  | 国籍             | 在位期間                               | 防衛回数 |
| -- | ------------------------------------- | ---------------- | -------------------------------------- | -------- |
| 初 | ウィーリー・ベル                      | アメリカ合衆国   | 1992年7月17日 - 1992年10月9日          | 0        |
| 2  | トット・ナドン                        | カナダ           | 1992年10月9日 - 1993年（返上）         | 0        |
| 3  | ビニー・パジェンサ                    | アメリカ合衆国   | 1993年12月28日 - 1994年（返上）        | 0        |
| 4  | リック・トーンベリー                  | オーストラリア   | 1995年4月21日 - 1996年（剥奪）         | 0        |
| 5  | カール・ウィリス                      | アメリカ合衆国   | 1996年10月13日 - 1996年（剥奪）        | 0        |
| 6  | エディー・ホワイト                    | アメリカ合衆国   | 1996年11月27日 - 1997年（剥奪）        | 0        |
| 7  | マドス・ラーセン                      | デンマーク       | 1997年5月2日 - 1999年（返上）          | 4        |
| 8  | ダナ・ロッセンブラット                | アメリカ合衆国   | 1999年11月5日 - 2000年（返上）         | 0        |
| 9  | アドリアン・ドドソン                  | イギリス         | 2001年3月3日 - 2001年4月7日            | 0        |
| 10 | ラモン・アルツロ・バリテズ            | アルゼンチン     | 2001年4月7日 - 2001年12月10日          | 0        |
| 11 | ブライアン・マギー                    | イギリス         | 2001年12月10日 - 2004年6月26日         | 7        |
| 12 | ロビン・リード                        | イギリス         | 2004年6月26日 - 2005年8月6日           | 0        |
| 13 | ジェフ・レイシー                      | アメリカ合衆国   | 2005年8月6日 - 2006年3月4日（剥奪）    | 3        |
| 14 | フルゲンシオ・スニガ                  | コロンビア       | 2007年9月1日 - 2008年（返上）          | 0        |
| 15 | サキオ・ビカ                          | オーストラリア   | 2008年11月13日 - 2010年（剥奪）        | 0        |
| 16 | アイザック・チレンバ                  | マラウイ         | 2010年6月29日 - 2011年（剥奪）         | 1        |
| 17 | トーマス・ウーストハイゼン            | 南アフリカ共和国 | 2011年3月26日 - 2014年（剥奪）         | 7        |
| 18 | ドン・ジョージ                        | アメリカ合衆国   | 2014年8月23日 - 2014年（剥奪）         | 0        |
| 19 | ザック・ダン                          | オーストラリア   | 2015年6月25日 - 2016年（剥奪）         | 0        |
| 20 | レノルド・クインラン                  | オーストラリア   | 2016年10月14日 - 2017年2月4日          | 0        |
| 21 | クリス・ユーバンク・ジュニア          | イギリス         | 2017年2月4日 - 2018年2月17日（剥奪）   | 2        |
| 22 | クリス・ユーバンク・ジュニア（2期目） | イギリス         | 2019年2月23日 - 2019年12月17日（返上） | 0        |
| 23 | カルロス・ゴンゴラ                    | エクアドル       | 2020年12月18日 - 2021年12月18日        | 1        |
| 24 | レロン・リチャーズ                    | イギリス         | 2021年12月18日 - 2022年（剥奪）        | 0        |
| 25 | オズレイ・イグレシアス                | キューバ         | 2022年12月9日 - 現在                   | 1        |

## ライトヘビー級
| 代 | 名前                          | 国籍             | 在位期間                                | 防衛回数 |
| -- | ----------------------------- | ---------------- | --------------------------------------- | -------- |
| 初 | レニー・ラパグリア            | アメリカ合衆国   | 1993年8月20日 - 1993年（返上）          | 0        |
| 2  | ドラグ・ザドギ                | マラウイ         | 1997年5月14日 -（返上）                 | 1        |
| 3  | ロイ・ジョーンズ・ジュニア    | アメリカ合衆国   | 2000年9月9日 - 2004年5月15日            | 5        |
| 4  | アントニオ・ターバー          | アメリカ合衆国   | 2004年5月15日 - 2004年12月18日          | 0        |
| 5  | グレンコフ・ジョンソン        | ジャマイカ       | 2004年12月18日 - 2005年6月18日          | 0        |
| 6  | アントニオ・ターバー（2期目） | アメリカ合衆国   | 2005年6月18日 - 2006年6月10日           | 1        |
| 7  | バーナード・ホプキンス        | アメリカ合衆国   | 2006年6月10日 - 2007年（返上）          | 0        |
| 8  | アントニオ・ターバー（3期目） | アメリカ合衆国   | 2007年6月9日 - 2008年10月11日           | 2        |
| 9  | チャド・ドーソン              | アメリカ合衆国   | 2008年10月11日 - 2010年8月14日          | 2        |
| 10 | ジャン・パスカル              | カナダ           | 2010年8月14日 - 2011年5月21日（剥奪）   | 1        |
| 11 | アンドルー・フォンファラ      | ポーランド       | 2012年11月16日 - 2013年（剥奪）         | 0        |
| 12 | ブレイク・キャパレロ          | オーストラリア   | 2013年10月17日 - 2014年（剥奪）         | 1        |
| 13 | トーマス・ウーストハイゼン    | 南アフリカ共和国 | 2015年3月14日 - 2015年6月5日（剥奪）    | 0        |
| 14 | ウマル・サラモフ              | ロシア           | 2016年5月21日 - 2017年（剥奪）          | 0        |
| 15 | イゴール・ミカルキン          | ロシア           | 2017年5月19日 - 2018年3月14日（返上）   | 1        |
| 16 | カロ・ムラト                  | ドイツ           | 2018年3月24日 - 2018年12月15日          | 0        |
| 17 | スベン・フォーンリン          | スウェーデン     | 2018年12月15日 - 2019年11月16日         | 0        |
| 18 | ドミニク・ボーセル            | ドイツ           | 2019年11月16日 - 2020年10月10日         | 0        |
| 19 | ロビン・クラスニキ            | ドイツ           | 2020年10月10日 - 2021年10月9日          | 0        |
| 20 | ドミニク・ボーセル（2期目）   | ドイツ           | 2021年10月9日 - 2022年5月14日（剥奪）   | 0        |
| 21 | パトレイグ・マクローリー      | アイルランド     | 2022年10月22日 - 2022年12月10日（返上） | 0        |
| 22 | リンドン・アーサー            | イギリス         | 2023年9月1日 - 2023年12月23日           | 0        |
| 23 | ディミトリー・ビボル          | ロシア           | 2023年12月23日 - 現在                   | 0        |

### 暫定王座
| 名前                 | 国籍   | 在位期間                             | 防衛回数 |
| -------------------- | ------ | ------------------------------------ | -------- |
| イゴール・ミカルキン | ロシア | 2019年7月6日 - 2019年10月1日（返上） | 0        |

## クルーザー級
| 代 | 名前                        | 国籍             | 在位期間                               | 防衛回数 |
| -- | --------------------------- | ---------------- | -------------------------------------- | -------- |
| 初 | ダビッド・イズクイレ        | ナイジェリア     | 1993年12月9日 - 1994年11月5日          | 1        |
| 2  | アドルフォ・ワシントン      | アメリカ合衆国   | 1994年11月5日 - 1995年3月17日（剥奪）  | 0        |
| 3  | テッド・コフィー            | ガーナ           | 1995年11月3日 - 1997年（返上）         | 0        |
| 4  | ブッカー・ウッド            | アメリカ合衆国   | 1997年4月17日 - 1997年（返上）         | 0        |
| 5  | ジェームズ・トニー          | アメリカ合衆国   | 1997年6月14日 - 1998年（返上）         | 0        |
| 6  | ロバート・ダニエルズ        | アメリカ合衆国   | 1998年5月5日 - 1999年（返上）          | 0        |
| 7  | トーマス・ハーンズ          | アメリカ合衆国   | 1999年4月10日 - 2000年4月8日           | 0        |
| 8  | ユーライア・グラント        | ジャマイカ       | 2000年4月8日 - 2001年2月3日            | 0        |
| 9  | カール・トンプソン          | イギリス         | 2001年2月3日 - 2001年11月26日          | 0        |
| 10 | エズラ・セラーズ            | アメリカ合衆国   | 2001年11月26日 - 2002年4月6日（剥奪）  | 0        |
| 11 | セバスチャン・ロッシュマン  | 南アフリカ共和国 | 2002年10月26日 - 2004年2月6日          | 1        |
| 12 | カール・トンプソン（2期目） | イギリス         | 2004年2月6日 - 2006年2月（返上）       | 1        |
| 13 | トマシュ・アダメク          | ポーランド       | 2007年6月9日 - 2008年（返上）          | 0        |
| 14 | ジョナサン・バンクス        | アメリカ合衆国   | 2008年7月12日 - 2009年2月27日（剥奪）  | 3        |
| 15 | ダニー・グリーン            | オーストラリア   | 2009年8月15日 - 2011年7月20日          | 4        |
| 16 | アントニオ・ターバー        | アメリカ合衆国   | 2011年7月20日 - 2012年7月（剥奪）      | 1        |
| 17 | ダニー・グリーン（2期目）   | オーストラリア   | 2012年11月21日 - 2013年（返上）        | 0        |
| 18 | オラ・アフォラビ            | イギリス         | 2013年11月2日 - 2015年（返上）         | 0        |
| 19 | ラキム・チャキエフ          | ロシア           | 2015年5月22日 - 2015年11月4日          | 0        |
| 20 | オラ・アフォラビ（2期目）   | イギリス         | 2015年11月4日 - 2016年2月27日          | 0        |
| 21 | マルコ・フック              | ドイツ           | 2016年2月27日 - 2017年4月1日（剥奪）   | 1        |
| 22 | ケビン・レレナ              | 南アフリカ共和国 | 2017年9月9日 - 2021年11月1日（剥奪）   | 6        |
| 23 | ジャック・マッシー          | イギリス         | 2021年11月27日 - 2022年11月1日（剥奪） | 0        |
| 24 | イェベス・ヌガブ            | ベルギー         | 2023年9月9日 - 現在                    | 0        |

## ヘビー級
| 代 | 名前                            | 国籍             | 在位期間                                | 防衛回数 |
| -- | ------------------------------- | ---------------- | --------------------------------------- | -------- |
| 初 | ピンクロン・トーマス            | アメリカ合衆国   | 1992年11月14日 - 1993年1月29日（剥奪）  | 0        |
| 2  | ライオネル・ブトラー            | アメリカ合衆国   | 1993年2月23日 - 1993年3月（返上）       | 0        |
| 3  | ダーネル・ニコルソン            | アメリカ合衆国   | 1994年8月4日 - 1994年10月（返上）       | 0        |
| 4  | ジミー・サンダー                | ニュージーランド | 1994年10月29日 - 1995年7月16日（剥奪）  | 2        |
| 5  | ブライアン・ニールセン          | デンマーク       | 1996年1月12日 - 1999年6月18日（剥奪）   | 5        |
| 6  | レノックス・ルイス              | イギリス         | 1999年11月13日 - 2001年4月22日          | 3        |
| 7  | ハシーム・ラクマン              | アメリカ合衆国   | 2001年4月22日 - 2001年11月17日          | 0        |
| 8  | レノックス・ルイス（2期目）     | イギリス         | 2001年11月17日 - 2004年2月6日（返上）   | 2        |
| 9  | ウラジミール・クリチコ          | ウクライナ       | 2006年4月22日 - 2015年11月28日          | 18       |
| 10 | タイソン・フューリー            | イギリス         | 2015年11月28日 - 2016年10月12日（返上） | 0        |
| 11 | アンソニー・ジョシュア          | イギリス         | 2017年4月29日 - 2019年6月1日            | 3        |
| 12 | アンディ・ルイス・ジュニア      | アメリカ合衆国   | 2019年6月1日 - 2019年12月7日            | 0        |
| 13 | アンソニー・ジョシュア（2期目） | イギリス         | 2019年12月7日 - 2021年9月25日           | 1        |
| 14 | オレクサンドル・ウシク          | ウクライナ       | 2021年9月25日 - 現在                    | 3        |